# 周启豪
周启豪（1997年1月12日—），广东广州市白云区人，中华人民共和国乒乓球运动员。
周启豪曾在2011年国际乒联青少年巡回赛男子单打决赛夺得冠军。2017年中国国家乒乓球队队内选拔赛“地表最强12人”中，周启豪战胜奥运会冠军马龙，引发关注。